# 윤태일 (핸드볼 선수)
윤태일(尹泰一, 1964년 11월 19일~)은 대한민국의 핸드볼 선수, 지도자이다. 현역 시절 포지션은 골키퍼이다. 대한민국 국가대표 선수로 활약했으며, 1988년 하계 올림픽에서 은메달을 획득했다. 

## 선수 경력
1985년에 대한민국 국가대표팀에 발탁되었고, 같은 해 10월에 1986년 세계 선수권 대회 아시아 예선에 참가하여 대한민국 대표팀의 세계 선수권 본선 진출에 기여했다. 이후 1986년에는 서울에서 열린 1986년 아시안 게임에 참가하여 금메달을 획득했으며, 1987년에는 요르단 암만에서 열린 1987년 아시아 선수권 대회에서 금메달을 획득했다.
1988년에는 서울에서 열린 1988년 하계 올림픽에서 주전 골키퍼로 참가했고 방어율 52%를 달성하며 팀의 은메달에 기여하였지만, 당시 대한민국에는 성인 핸드볼 클럽이 없어 지도자의 길을 걷기 시작했다.

## 지도자 경력
2005년 3년 계약으로 카자흐스탄 여자 대표팀 감독에 취임하였다. 하지만 카자흐스탄 핸드볼 협회의 압박으로 2006년 아시안 게임 개막 2달 전에 사표를 냈다.. 그 후 2010년에 다시 카자흐스탄 여자 대표팀 감독을 맡아 2010년 아시아 여자 선수권 대회에서 고국 대한민국을 꺾고 우승을 차지하였다. 이후 2011년에 브라질에서 열린 2011년 세계 여자 선수권 대회에서도 카자흐스탄팀을 지휘했다.
이후 2016년까지 카자흐스탄에서 지도자 경력을 보낸 후 2018년에 2018년 아시안 게임 개최를 앞둔 인도네시아의 초빙으로 인도네시아 남녀 대표팀의 감독을 맡았다.